# Tyler Lockett
(en) Statistiques sur pro-football-reference
Tyler Lockett, né le 28 septembre 1992 à Tulsa, est un joueur américain de football américain. Wide receiver et également kick returner, il joue pour les Seahawks de Seattle dans la National Football League (NFL).

## Biographie

### Carrière universitaire
Il a étudié à l'Université d'État du Kansas et a joué pour les Wildcats de Kansas State de 2011 à 2014.

### Carrière professionnelle
Il est sélectionné à la 69e place (3e tour) de la draft 2015 de la NFL par les Seahawks de Seattle.
Désigné en tant que principal spécialiste des retours de punt et de kickoff pour le début de la saison 2015, il ne passe pas inaperçu lors de son premier match professionnel, contre les Rams de Saint-Louis, en marquant un touchdown sur un retour de punt de 57 yards. Lors de la 3e semaine contre les Bears de Chicago, il marque un touchdown sur un retour de kickoff de 105 yards pour démarrer la seconde mi-temps. Il termine la saison avec 852 yards sur 33 retours de kickoff et 379 yards sur 40 retours de punt avec 2 touchdowns marqués sur les retours de botté. Il est également utilisé en attaque et réceptionne un total de 664 yards sur 51 passes attrapées en plus de marquer 6 touchdowns. Considéré comme un des meilleurs returners de la ligue cette saison, il est sélectionné au Pro Bowl et est nommé dans la première équipe-type All-Pro de la ligue à cette position.
Il prolonge en août 2018 son contrat avec les Seahawks pour trois saisons supplémentaires. Tout en étant utilisé comme returner, il devient une des principales cibles de Russell Wilson en réceptionnant pour 965 yards et marque 10 touchdowns au terme de la saison 2018. La saison suivante, il réalise sa première saison d'au moins 1 000 yards par la réception, en attrapant pour 1 057 yards.
Il signe en mars 2021 un nouveau contrat avec les Seahawks pour quatre ans et un montant de 69,2 millions de dollars.

## Statistiques
| Année | Équipe              | MJ |     | Passes réceptionnées | Passes réceptionnées | Passes réceptionnées | Passes réceptionnées |       | Courses | Courses | Courses | Courses |  | Fumbles | Fumbles |
| Année | Équipe              | MJ | Nb. | Yards                | Moy.                 | TD                   | Nb.                  | Yards | Moy.    | TD      | Nb.     | Perdus  |  |         |         |
| 2015  | Seahawks de Seattle | 16 | 51  | 664                  | 13                   | 6                    | 5                    | 20    | 4       | 0       | 1       | 1       |  |         |         |
| 2016  | Seahawks de Seattle | 15 | 41  | 597                  | 14,6                 | 1                    | 6                    | 114   | 19      | 1       | 0       | 0       |  |         |         |
| 2017  | Seahawks de Seattle | 16 | 45  | 555                  | 12,3                 | 2                    | 10                   | 58    | 5,8     | 0       | 0       | 0       |  |         |         |
| 2018  | Seahawks de Seattle | 16 | 57  | 965                  | 16,9                 | 10                   | 13                   | 69    | 5,3     | 0       | 2       | 0       |  |         |         |
| 2019  | Seahawks de Seattle | 16 | 82  | 1 057                | 12,9                 | 8                    | 4                    | -5    | -1,3    | 0       | 1       | 0       |  |         |         |
| 2020  | Seahawks de Seattle | 16 | 100 | 1 054                | 10,5                 | 10                   | -                    | -     | -       | -       | 1       | 0       |  |         |         |